# Samuel Bigger
Samuel Bigger, född 20 mars 1802 i Franklin i Ohio, död 9 september 1846 i Fort Wayne i Indiana, var en amerikansk politiker (whig). Han var Indianas guvernör 1840–1843.
Bigger studerade juridik, flyttade 1829 till Indiana och arbetade mellan 1835 och 1840 som domare. I guvernörsvalet 1840 besegrade han demokraten Tilghman Howard.
Bigger efterträdde 1840 David Wallace som guvernör och efterträddes 1843 av James Whitcomb. Bigger avled 1846 och gravsattes på Broadway Cemetery (numera McCulloch Park) i Fort Wayne.